# 武芳英
武芳英（Vũ Phương Anh，艺名：Jun Vũ，1995年6月4日—），是越南著名的女演员。